# Clemens Quatacker
Clemens René Quatacker (Sint-Amandsberg, 27 februari 1932 - 2003) was een Belgisch violist.

## Levensloop
Na zijn eerste studies bij zijn vader, violist Oscar Quatacker, volgde hij opleidingen bij Julien De Loof, Henri Gadeyne en Yehudi Menuhin. Hij blonk uit aan het Conservatorium van Gent, waar hij verschillende prijzen behaalde. In 1951 werd hem de Medaille van de regering toegekend.
In 1953 werd hij laureaat in de Concours Henri Vieuxtemps (Luik-Verviers) en in 1955 eindigde hij als tiende laureaat in de Koningin Elisabethwedstrijd voor viool. Dit was de aanvang van een internationale carrière.
Hij stichtte het Quatacker Strijkkwartet. Hij werd ook leraar, tot in 1996, aan het Koninklijk Conservatorium in Brussel. In 1993 was hij jurylid van de Koningin Elisabethwedstrijd. Gedurende vele jaren was hij concertmeester van het BRT-orkest. 